# Elección presidencial de Alemania de 1919
La elección presidencial de Alemania de 1919 fue la primera elección para el cargo de Reichspräsident (Presidente Imperial) en Alemania durante la República de Weimar. La constitución de 1919, que establecía un voto popular directo, no se completó hasta el 11 de agosto de 1919. Debido a que se necesitaba un jefe de Estado inmediatamente, las elecciones presidenciales de 1919 se llevaron a cabo mediante sufragio indirecto, por la Asamblea Nacional, el 11 de febrero de 1919. El ganador fue el socialdemócrata y excanciller Friedrich Ebert, quien venció al exministro del Interior Arthur von Posadowsky-Wehner en la primera ronda de votación con 277 contra 49 votos. Ebert fue apoyado por el SPD, el Partido del Centro Alemán (Zentrum) y el Partido Democrático Alemán (DDP), los partidos de la "Coalición de Weimar", la cual contaba con más del 77% de los escaños en la Asamblea Nacional. De esta manera, Ebert se convirtió en el primer Presidente de Alemania.

## Resultados
Los resultados completos fueron los siguientes:
|  |

|  |

|  |

|  |

|  |

|  |

| Candidato (Partido)                      | apoyado por       | votos | porcentaje |
| ---------------------------------------- | ----------------- | ----- | ---------- |
| Friedrich Ebert (SPD)                    | SPD, DDP, Zentrum | 277   | 73.1 %     |
| Arthur Graf von Posadowsky-Wehner (DNVP) | DNVP              | 49    | 12.9 %     |
| Philipp Scheidemann (SPD)                | -                 | 1     | 0.3 %      |
| Matthias Erzberger (Zentrum)             | -                 | 1     | 0.3 %      |
| Delegados con derecho a voto             |                   | 423   | 100.0 %    |
| Sufragios emitidos                       |                   | 379   | 89.6 %     |
| Votos válidos                            |                   | 328   | 86.5 %     |
| Votos nulos                              |                   | 51    | 13.5 %     |